# Gabi Novak
Gabi Novak   (Berlín, 8 de juliol de 1936 - Zagreb, 11 d'agost de 2025) nom de naixement Gabrijela Novak, va ser una cantant de pop i jazz croata. Esposa del destacat cantautor croat Arsen Dedić, amb qui es va casar el 1973, Novak es va popularitzar als anys seixanta.
Nascuda a Berlín son pare era Đuro Novak, croat d'Hvar, i sa mare Elizabeth Reiman, alemanya de Berlín, Gabi Novak va passar la seva infantesa a la ciutat natal, però més tard es va traslladar a Iugoslàvia. El seu pare va ser assassinat el 1945.
Novak estava casada amb el destacat compositor Stipica Kalogjera, però el 1970 es van divorciar. El 30 de març de 1973 es va casar amb Arsen Dedić, un reconegut cantautor que també va compondre moltes de les seves cançons. La parella va tenir un fill, Matija, reconegut pianista de jazz.

## Premis
Gabi Novak va guanyar diversos premis Porin :
- Millor actuació de jazz (2002)[6]
- Àlbum de l'any (2003)[7]
- Millor interpretació vocal femenina (2003)[7]
- Millor àlbum de pop (2003)[7]
- Millor col·laboració vocal (2003)[7]
- Lifetime Achievement Award (2006)[8]